# Vasile Dîba
Vasile Dîba (ur. 24 lipca 1954 w Jurilovcy, zm. 20 lutego 2024 w Bukareszcie) – rumuński kajakarz. Wielokrotny medalista olimpijski.
Podczas XXI Letnich Igrzysk Olimpijskich Montreal 1976 zwyciężył w jedynkach w wyścigu na dystansie 500 metrów, na dwukrotnie dłuższym dystansie zajął trzecie miejsce. Podczas XXII Letnich Igrzysk Olimpijskich Moskwa 1980 zdobył brązowy medal na dystansie 500 metrów, a w czwórce zajął drugie miejsce. Brał udział w XXIII Letnich Igrzyskach Olimpijskich Los Angeles 1984. Stawał na podium mistrzostw świata, m.in. zwyciężał w jedynce w 1977 i 1978 roku.
W 1976 roku został odznaczony Orderem Pracy I klasy.